# Walter Veith
Walter Julius Veith, zoologista, nascido em 1949 na África do Sul, autor e palestrante conhecido por seus trabalhos em nutrição, criacionismo e exegese bíblica junto à Amazing Discoveries, rede de televisão internacional exibida na América do Norte. Ele é o principal orador da rede Amazing Discoveries, uma organização sem fins lucrativos em todo o mundo, ministério sediado no Canadá. A organização Amazing Discoveries realiza seminários e transmissões via satélite, 24 horas por dia, sete dias por semana na TV e via satélite em toda a América do Norte e no mundo.
Veith foi professor de zoologia do departamento da University of Cape Town (Universidade do Cabo) e ensinou no departamento de biociência médica.
Após sua adesão à Igreja Adventista do Sétimo Dia rejeitou a teoria da evolução em favor do criacionismo e por isso teve que desistir de ensinar na Universidade do Cabo.
Como um criacionista, palestra internacionalmente sobre este e outros temas. Suas conferências, vídeos e livros promovem o criacionismo, bem como crenças e doutrinas Adventistas. Promove uma compreensão protestante da bíblia com um compromisso com a versão inglesa King James, mas não uma posição 'King James'. Veith também promove a dieta vegetariana e a crença no iminente cumprimento da mensagem bíblica do fim dos tempos e do retorno de Jesus Cristo.
Walter Veith tem escrito numerosos livros, incluindo Diet and Health (Dieta e Saúde) e The Genesis Conflict (A Gênese do Conflito).

## Biografia

### Infância
Walter Veith nasceu em 1949 e cresceu em um rigoroso lar Católico. Sua mãe, uma Protestante, morreu no início de um câncer. A religião Católica ensinou-lhe que sua mãe, por causa de suas crenças não-católicas, iria "definhar para todo o sempre" no inferno. Isso levou Veith a tornar-se, com a idade de 10 anos, um ateu.

### Estudos
In 1971 Walter Veith começou a estudar zoologia na University of Stellenbosch, onde se graduou. Sua tese tratou da propagação de camaleões anões. Cursou pós-graduação na Universidade da Cidade do Cabo, em 1979. Fez pesquisas sobre fisiologia nutricional, concentrando-se sobre o efeito da pecuária moderna e a incidência de transferência de doenças aos seres humanos. Também realizou pesquisas sobre doenças degenerativas causadas por alimentação incorreta e particularmente sobre  osteoporose, doenças cardiovasculares, e também na área da fertilidade.

## Ensino e desenvolvimento religioso
Após a graduação, Veith tornou-se um professor adjunto na Universidade de Stellenbosch e até 1987 deu aulas de zoologia.
No início da década de 1980, depois que seu filho ficou gravemente doente e se recuperou, ele e sua esposa retornaram à fé católica. Mas, alguns anos mais tarde, ele desenvolveu dúvidas sobre o catolicismo e, através da influência de um artesão que trabalhava na reforma de sua cozinha, ele e sua esposa se juntaram à fé adventista.
Ainda como professor adjunto, colocou-se ao lado da visão criacionista. Agora, sua nova fé e seus próprios estudos bíblicos levou-o a adotar essa crença, que o pôs em conflito com o que ele estava ensinando. Por causa de suas palestras sobre a suposta evidência científica para a história da criação bíblica, ele foi convidado a deixar a Universidade de Stellenbosch.
Veith vendeu sua casa em Stellenbosch e obteve uma fazenda para produção de trigo e leite, mas sofreu uma catastrófica colheita durante uma depressão econômica em 1988. Assim, ele retornou à posição como professor associado de zoologia na Universidade do Cabo.
Devido a conflitos raciais a universidade foi fechada temporariamente. Isso deu a Veith a oportunidade de viajar para a Califórnia e visitar Ariel Roth, um criacionista a cargo do Instituto de Pesquisa em Geociência da Loma Linda.
No ano seguinte Veith recebeu um contrato de um ano na Universidade da Cidade do Cabo. Suas palestras criacionistas fizeram com  que seu contrato não fosse renovado, embora ainda mantivesse contratado de pesquisa na Universidade de Western Cape. Veith então começou a realizar palestras fora da universidade. Inicialmente, suas palestras eram principalmente para congregações adventistas nos Estados Unidos, e, em seguida, passou a apresentá-las no Canadá, Austrália e Europa. Em suas palestras sobre nutrição promoveu valores adventistas, como vegetarianismo/veganismo e o jejum. Seu primeiro livro foi publicado em 1998 sob o título de Dieta e Saúde.
Em 1995 ele se tornou professor titular e chefe do Departamento de Zoologia, onde ministrava a teoria da evolução. Ele usou sua posição entre outras coisas para promover a sua crença no criacionismo e negar a teoria da evolução, encontrando um companheiro e colega na crença, Quincy Johnson. Em 1997 ele publicou seus resultados em A Gênese do Conflito.
Após conflitos na Universidade do Cabo Ocidental devido a seus pontos de vista pouco ortodoxos, Walter Veith e Quincy Johnson deixaram o departamento de zoologia. Johnson entrou para o Departamento de Microbiologia, enquanto Veith se juntou ao Departamento de Fisiologia, onde trabalhou até 2003. Com esta mudança, o seu direito de ensinar zoologia foi retirado. Desde sua aposentadoria do ensino de fisiologia, Veith tem dedicado seu tempo a pastorear.

## Palestras
O Professor Veith ensina em suas palestras os pilares básicos do adventismo, que ele acredita serem uma extensão dos princípios fundadores da Reforma, incluindo os conceitos Sola Gracia, Sola Christos, Sola Scriptura, somente Cristo, somente a Bíblia. Ele afirma que as crenças da Reforma Protestante desembocaram no adventismo, e que esta denominação trouxe cinco descobertas-chave junto com a Mensagem dos Três Anjos, que fazem a uma igreja única: a doutrina do Santuário - todo plano de salvação apresentado em tipo. A lei cerimonial que Deus deu ao Israel antigo simboliza a obra de Jesus ao longo da história. Quando as pessoas começam a desvendar este plano, começam a entender o ministério de Jesus e o que tinha acontecido no grande dia do desapontamento em 22 de outubro de 1844 -, a doutrina do grande desapontamento, a mensagem do Segundo Advento e a verdade sobre o sábado foram então recuperados, bem como a compreensão bíblica do estado dos mortos desvendada, e também do Espírito de Profecia foi estabelecida. "
O Professor Veith também apresentou palestras sobre dieta e como ela impacta diretamente em numerosas doenças degenerativas, incluindo os efeitos negativos causados pela má nutrição, como a osteoporose, artrite e câncer. Ele também dá palestras sobre o criacionismo.

## Amazing Discoveries
Por causa do sucesso de Veith em "atrair uma multidão de mente secular" para suas palestras, a Amazing Discoveries, juntamente com o apoio da associação Columbia patrocina Walter Veith.
A Amazing Discoveries visa promover o que considera a visão tradicional adventista da história contemporânea e da profecia bíblica. Argumenta que a verdadeira ciência e o cristianismo moderno não se contradizem. Eles promovem uma forma positiva de vida saudável e incentivam iniciativas caritativas. A Amazing Discoveries é uma organização sem fins lucrativos, financiada em grande parte por doações e vendas. Eles são um membro da ASI, a Associação de Serviços Adventista Leigos e Indústrias.
Em janeiro de 2010, Walter Veith deu palestras como parte da turnê promocional do filme Criação: A Terra é uma Testemunha, produzido por Henry Stober.
Palestras gravadas de Veith em DVD em Alemão e Inglês são oferecidos, incluindo a série total Onslaught - um estudo em profundidade dos acontecimentos do fim dos tempos; A Gênese do Conflito e Reavivamento e Reforma - sobre as questões da Reforma relacionados aos dias de hoje; e A vida no seu melhor - em resposta àqueles que procuram um estilo de vida mais saudável.

## Visão de Veith da Bíblia KJV
O Pastor Veith afirma que algumas das novas versões da Bíblia que saem vieram de manuscritos com corrupções introduzidas pelo texto alexandrino e são menos confiáveis do que o tipo de bizantino. A Igreja Adventista não detém uma necessária visão King James com visão, embora muitos adventistas continuem a preferir tal versão. Por causa de sua palestra em 2.004, a Guerra das Bíblias, Veith teve negado o seu acesso a igrejas adventistas na Alemanha por um tempo, mas foi reintegrado em 2010.
O periódico recomenda que Veith:
"revise do zero futuros comentários sobre este tema, a fim de ser equilibrado, justo e sério, ou mesmo dispense-os"
- John Kovar: Advent Echo (3 de Novembro de 2004)
O Instituto de Pesquisa Bíblica Adventista, entretanto, não concorda com a opinião de Veith acerca das traduções da Bíblia.

## Teorias conspiratórias
A Revista Spectrum, um periódico independente com foco em adventismo, refere-se a Walter Veith como a voz conspiratório dentro do adventismo.
Sem nomear especificamente Veith, a Adventist Review abordou as teorias conspiratórias de Veith. Veith respondeu ao autor do comentário explicando seu ponto de vista.

## Acusação antissemitismo
Em uma palestra em Nürnberg-Marienberg em outubro de 2012 Walter Veith afirmou que o Holocausto foi usado para "zusammenzuherden" em relação aos judeus de toda a Europa, de modo que eles poderiam ser reassentados na Palestina.
Lideranças Adventistas na Alemanha, Áustria e Suíça decidiram em 9 de novembro de 2012, que essas declarações eram antissemitas e discriminatórias. Em dezembro de 2012, os líderes da Igreja proibiram Veith de falar em centros comunitários e descreveram suas palestras como "teorias da conspiração" e "abusos espirituais".
No entanto, vários dos grupos alemães adventistas do sétimo dia rejeitam esta proibição, convidando Walter Veith em maiores eventos, em salas independentes.
A Amazing Discoveries e Walter Veith responderam que a apresentação não era antissemita em qualquer de suas formas, na verdade distanciando-se do antissemitismo e do racismo. Veith culpou a acusação de antissemitismo de "inadequação lingüística", porque o alemão é uma língua estrangeira para ele, acrescentando que na Alemanha existe uma "hipersensibilidade" com declarações sobre a perseguição de judeus. De acordo com a Amazing Discoveries, Arno Hamburger, membro do Conselho Municipal de Nuremberg e primeiro presidente da Comunidade Religiosa Judaica, falando pela comunidade judaica local, expressou a opinião de que não havia antissemitismo reconhecível em Veith.
No pedido, o promotor Nuremberg-Fürth anunciou que Veith não era culpado de "crime de sedição e percebi mesmo uma negação do Holocausto, de acordo com § 130 § 3 º do Código Penal. Em particular, a perseguição dos judeus no Terceiro Reich não é negada, mas apenas vista de forma inusitada."

## Obra
- Algo diferente. Culinária Vegan. Grandes receitas saborosas. Nuremberg: Shosh, 1993.
- Redescobrindo a dieta. A influência da dieta na nossa saúde..
- A Gênese do Conflito. Amazing Discoveries, Delta BC 2002,
- Na verdade é o que importa. Amazing Discoveries, Heroldsberg 2003, ISBN 3-9809109-0-3, (Título Original: Truth Matters - Escaping the Labyrinth of Error).  An analysis of current religious and political developments on the basis of biblical texts, claiming that the Papacy, Freemasonry, and the United Nations (among other institutions) are antiChristian oriented organizations.